# 臺灣藝術新報
《臺灣藝術新報》是台灣日治時期的一份綜合藝術雜誌。其前身為1934年發行的《演藝與樂界》（演藝と樂界），後依1935年臺灣總督府公布之〈臺灣新聞紙令〉更名為《臺灣藝術新報》，社長為台北名士赤星義雄。
《臺灣藝術新報》標榜「臺灣唯一的綜合藝術新聞」，內容涵蓋電影、音樂、演劇、舞蹈等展演訊息、藝術理論，也有藝術家、歌手與音樂家的人事動態，此外更有藝妲等花柳消息。然而，所刊載之人物與藝術訊息仍然集中於日本人；除藝妲之外，對本島人的相關報導相當貧乏。